# Wilhelm Fliess
Wilhelm Fliess (Arnswalde, 24 ottobre 1858 – Berlino, 13 ottobre 1928) è stato un chirurgo tedesco.

## Biografia
Otorinolaringoiatra, incontra Sigmund Freud nel 1887. Convinto sostenitore della bisessualità innata, ideò teorie cliniche e scientifiche che riscossero inizialmente un certo successo ma che in alcuni casi nel tempo si sono rivelate prive di fondamento, tra cui quella della nevrosi nasale riflessa e quella del bioritmo. Fliess operò con cattivi risultati una delle pazienti di Freud, Emma Eckstein.
Frank Sulloway ha mostrato come molti concetti freudiani (ad esempio la sessualità infantile, la fase latente, la sublimazione, la formazione reattiva, la bisessualità) abbiano visto la loro origine grazie a Fliess. Paul Vitz ha mostrato come le tematiche della città di Roma e della festività della Pasqua siano state di rilievo nella corrispondenza tra Freud e Fliess.
Nel 1904, dopo quindici anni di scambi epistolari, i rapporti con lo psicoanalista austriaco sono irrimediabilmente compromessi: Fliess accusa Freud di aver condiviso con Otto Weininger il risultato delle sue scoperte e che quest'ultimo le abbia plagiate nel suo libro Sesso e Carattere insieme ad ulteriori studi di un allievo di Freud chiamato Swoboda, persona cui inoltre Weininger lasciò tutta la sua biblioteca e i suoi scritti in eredità dopo il suo suicidio. Nel 1906 si sposò con Ida Bondy ed ebbero cinque tra figli e figlie. Morì a settanta anni di cancro. È sepolto nel cimitero di Dahlem in Germania.
Alla sua morte la moglie fece mettere in vendita le lettere di Freud a Fliess. Queste furono acquistate dalla psicoanalista Marie Bonaparte la quale ne diede notizia a Freud che si raccomandò di distruggerle. Tuttavia Marie Bonaparte si rifiutò di farlo.
Un'ampia «antologia ricavata corrispondenza inedita dalla corrispondenza inedita» tra Freud e Fliess, riferita al tempo della loro amicizia fu pubblicata a Francoforte sul Meno nel 1962 curata dagli editori Marie Bonaparte, Anna Freud e Ernst Kris. In una recensione italiana uscita negli anni della pubblicazione del libro fu scritto che questo «getta una nuova luce su quei difficili anni della preistoria della psicoanalisi, in cui Freud spostò il centro dei suoi interessi dalla fisiologia e neurologia alla psicologia e psicopatologia. Vivente l'autore, nulla del materiale presentato in questo volume sarebbe stato concesso alla pubblicazione. Tutti sanno come fosse abitudine di Freud distruggere man mano le cartacce (appunti, abbozzi, minute, ecc.) non appena avessero esaurito il loro scopo, e non offrire mai nulla di incompleto alle stampe».

## Opere
- Il ritmo della vita, 1906